# RMV Grammofon
RMV Grammofon är ett svenskt skivbolag. RMV Grammofon grundades 2010 av Ludvig Andersson och har sitt huvudkontor i Stockholm. Skivbolaget är en del av RMV Group som utöver RMV Grammofon består av bolagen Riksmixningsverket, RMV Publishing & RMV Film.

## Artister
- Frida Hyvönen
- Herbert Munkhammar
- Atlas
- Maja Francis
- Gustaf och Viktor Norén
- Hällas